# Anna Jörgensdotter
Anna Sofia Elisabet Cornelia Sanvaresa, tidigare Jörgensdotter, född 16 maj 1973 i Sandviken, bosatt i Gävle, är en svensk författare och frilansskribent.

## Biografi
Jörgensdotter har vid sidan av författarskapet arbetat som frilansskribent för bland annat ETC, Arbetarbladet, Arbetaren och Helsingborgs Dagblad, och uppträtt som livepoet. Hon var sommarvärd i Sveriges Radio P1 5 augusti 2003.
Hon har även varit redaktör för kulturtidskriften Serum.
Anna Jörgensdotter räknas till Sveriges arbetarförfattare. Hon är engagerad i asylkommittén i Gävle och även i Joe Hill-gården i samma stad.
År 2022 gav hon ut romanen Systrarna, där berättarjaget samtalar med både Emma Goldman, Kathy Acker, Frida Kahlo, Sara Lidman och Sonja Åkesson om uppror, motstånd, skapande och kärlek, om missmod och depression, panikångest, ätstörningar samt kropp och åldrande. Männen i boken fallerar för det mesta i såväl kärlek som kamp medan feminismen framställs som mer okomplicerad. Recensenten Nina Lekander finner många både roliga och vackra passager i en mer eller mindre hallucinatorisk flummighet.

### Familj
Anna Jörgensdotter är yngre syster till författaren Lena Sjöberg. 

### Redaktör
- Om detta sjunger vi inte ensamma : dikter till samtiden och världen  / red.: Anna Jörgensdotter & Charlotte Qvandt.. Stockholm: ETC. 2016. Libris 19082378. ISBN 9789188029195
- Jag har tänkt mycket på oss och våra utmattade kroppar : en antologi av Föreningen Arbetarskrivare / redaktörer: Anna Jörgensdotter och Henrik Johansson.. [Mölltorp]: Föreningen Arbetarskrivare. 2018. Libris 22692341. ISBN 9789198183023

## Priser och utmärkelser
- 2004 – Rörlingstipendiet från Norrländska litteratursällskapet, med motiveringen: "hon förenar ett både blodfullt och insiktsfullt berättande med stor språklig spänst."
- 2008 – Sandvikens kommuns Kultur- och fritidspristagare
- 2010 – Ivar Lo-priset (för romanen Bergets döttrar)
- 2010 – Albert Bonniers stipendiefond för yngre och nyare författare
- 2013 – Stig Sjödinpriset (för boken Livfjädrar tillsammans med Helene Rådberg och Carolina Thorell)
- 2016 – Gävle kommuns kulturpris(ur GD)
- 2017 - Moa-priset[8]
- 2018 – Sara Lidman-priset[9]
- 2018 – Kallebergerstipendiet[10]
- 2018 – Norrlands litteraturpris[11]
- 2022 – Stina Aronsons pris